# Witali Iwanowitsch Sewastjanow
Witali Iwanowitsch Sewastjanow (russisch Виталий Иванович Севастьянов, wiss. Transliteration Vitalij Ivanovič Sevast'janov; * 8. Juli 1935 in Krasnouralsk, Oblast Swerdlowsk, RSFSR; † 5. April 2010 in Moskau) war ein Ingenieur, sowjetischer Kosmonaut und russischer Politiker.

## Ausbildung
Nachdem Witali Sewastjanow 1959 sein Studium der Luftfahrttechnik am Moskauer Staatlichen Luftfahrtinstitut abgeschlossen hatte, war er als Flugzeugbauingenieur im Konstruktionsbüro Sergei Koroljows an der Entwicklung des Wostok-Raumschiffs beteiligt. 1964 errang Sewastjanow den Titel eines Kandidaten der technischen Wissenschaften.

## Raumflüge
Am 31. Januar 1967 wurde der Ingenieur in einer Auswahlgruppe des „Zentralen Konstruktionsbüro des Experimentellen Maschinenbaus“ als Kosmonaut für das bemannte sowjetische Mondprogramm ausgewählt. Er bereitete sich auf eine für Juli 1969 geplante sowjetische Mondumkreisung vor, als deren Kommandant Pawel Popowitsch vorgesehen war. Dieses Programm wurde nach dem Erfolg von Apollo 8 gestoppt.
Beim ersten Gruppenflug dreier Raumschiffe war Sewastjanow Ersatzmann für Sojus 8 und wurde anschließend für den Langzeitflug von Sojus 9 als Bordingenieur ausgewählt.
Am 1. Juni 1970 startete Sewastjanow mit Sojus 9 zu seinem ersten Raumflug. Es handelte sich um den ersten Nachtstart der bemannten Raumfahrt. Zusammen mit Andrijan Nikolajew stellte Sewastjanow den Rekord für den damals längsten Weltraumflug auf. Diese 17 Tage und 17 Stunden stellen nach wie vor die längste in einer Raumkapsel (ohne Umstieg in eine Raumstation) verbrachte Zeit dar. Nach der Landung waren die beiden Kosmonauten sehr geschwächt und gewöhnten sich nur langsam wieder an die irdische Schwerkraft. Anschließend begab sich Sewastjanow auf mehrere Auslandsreisen.
Im Rahmen des Saljut-Programms bildete Sewastjanow zusammen mit Alexei Gubarew und Anatoli Woronow eine Mannschaft. Die drei waren als Ersatz für den geplanten Flug von Sojus 12 vorgesehen, mit der Aussicht, mit Sojus 13 die dritte Besatzung der Raumstation Saljut 1 zu werden. Nach dem Unglück von Sojus 11 am 29. Juni 1971 wurden jedoch alle Pläne auf Eis gelegt.
Die nächsten drei Starts von sowjetischen Raumstationen missglückten, so dass es bis 1973 bis zum nächsten Start eines Sojus-Raumschiffes dauerte. Diese Mission Sojus 12 diente zu Tests des modifizierten Raumschiffs, und Sewastjanow arbeitete dabei in der Unterstützungsmannschaft. Eine weitere Nominierung für die Unterstützungsmannschaft hatte er bei Sojus 17, dem ersten Flug zur Raumstation Saljut 4. Beim nächsten geplanten Flug war er in der Ersatzmannschaft, doch der Start missglückte und musste abgebrochen werden. Hierfür wird die Bezeichnung Sojus 18-1 verwendet.
Somit wurde Sewastjanow für die Hauptmannschaft von Sojus 18 nominiert. Zusammen mit seinem Kommandanten Pjotr Klimuk startete er am 24. Mai 1975 zu einem zweimonatigen Aufenthalt an Bord von Saljut 4, während dessen auch das Apollo-Sojus-Test-Projekt stattfand.
Er arbeitete danach in der Bodenkontrolle für die Raumstation Saljut 6 und war für 1989 für einen Flug zur Raumstation Mir im Gespräch. Seit März 1990 war Sewastjanow in der Vorbereitung als Bordingenieur der Double-Mannschaft des Raumschiffes „Sojus TM-10“ (zusammen mit Wiktor Michailowitsch Afanassjew), jedoch wurde er im Juni 1990 nach Schluss der Ärzte Sewastjanow die Beschränkung eines Kurzzeitfluges auferlegt. Da es solch eine Kurzzeitmission zu Mir damals nicht war, wurde Sewastjanow von der Vorbereitung auf den Flug entfernt. Aus finanziellen Gründen wurde der Flug gestrichen, und die Mir blieb ab April 1989 für einige Monate unbemannt. Afanasjew flog später mit einem anderen Bordingenieur einen Langzeitflug.
Schließlich wurde Witali Sewastjanow in das Buran-Programm aufgenommen. Nachdem er in den 1980er Jahren als Konstrukteur an der Raumfähre Buran arbeitete, trainierte er später für einen Flug mit der sowjetischen Raumfähre. Nach Aufgabe des Buran-Programms schied Sewastjanow am 30. Dezember 1993 aus dem Kosmonautenkorps aus.

## Auszeichnungen
Sewastjanow erhielt zahlreiche Auszeichnungen der Sowjetunion:
- Zweifacher Held der Sowjetunion (3. Juli 1970 und 27. Juli 1975)
- Fliegerkosmonaut der Sowjetunion (3. Juli 1970)
- Zweifacher Träger des Leninorden (3. Juli 1970 und 27. Juli 1975)
- Jubiläumsmedaille „Zum Gedenken an den 100. Geburtstag von Wladimir Iljitsch Lenin“ (1970)
- Staatspreis der UdSSR (1978)

## Privates
Witali Sewastjanow war von 1977 bis 1986 und von 1988 bis 1989 Präsident des Sowjetischen Schachverbandes. 1986 wurde er zum Ehrenmitglied des Weltschachbundes FIDE ernannt.
Sewastjanow war verheiratet und hatte ein Kind.
Von 1993 bis 2007 war er Abgeordneter der russischen Duma.
Am 5. April 2010 starb Sewastjanow nach langer Krankheit in Moskau.